# Pointe d'Aussel
Pointe d'Aussel är en bergstopp i Schweiz. Den ligger i distriktet Aigle och kantonen Vaud, i den sydvästra delen av landet, 80 km söder om huvudstaden Bern. Toppen på Pointe d'Aussel är 2 158 meter över havet.